# Оматидій
Оматидій (від дав.-гр. ὄμμα, род. відмінок ὄμματος — «око») — структурна і функціональна одиниця фасеткового ока комах, ракоподібних та деяких багатоніжок.

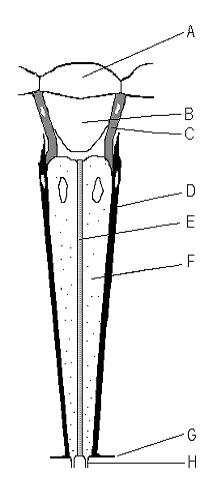
A — рогівка, B — кристалічний конус, C і D — пігментні клітини, E — рабдом, F — клітини сітківки, G — мембрана, H — зоровий нерв

Оматидії сформувалися у процесі еволюції з ізольованих простих вічок — археом при їх інтеграції в складні, або фасеткові, очі. Кількість оматидіїв у такому оці різна: від кількох у примітивних давньощелепних і щетинкохвостих до 28 тис. (у бабок). Фасеткове око спеціалізоване для сприйняття руху (гострота зору та здатність до сприйняття форми предмета у нього розвинені слабко) і забезпечує дуже широке поле зору (у сарани кут зору для кожного оматидія складає 20°). Таким чином, будь-який рух ворога або здобичі миттєво вловлюється хоча б одним з оматидіїв.

## Будова
В оматидії можна виділити три основні частини: заломлювальну (діоптричну), сприймальну (рецепторну) та ізоляційну.
Заломлювальна частина оматидія складається з двох лінз із незмінною фокусною відстанню. Зовнішня лінза (кришталик) має шість граней і складається з хітину, має двоопуклу форму. Зовні кришталики оматидіїв мають вигляд шестикутних фасеток. У кутах стикання суміжних лінз розташовуються довгі прямі щетинки: вони слугують для захисту ока від пилку і зустрічаються у всіх комах, які відвідують квіти. Під кришталиком розташовані дві корнеагенні клітини, які в процесі розвитку організму виділяють кришталик, а потім перетворюються в пігментні клітини. Друга лінза — кристалічний або кришталевий конус, який розташовується під кришталиком і є прозорим тілом конусоподібної форми з основою, прилеглою до кришталика, і вершиною, зверненою вниз. Рецепторна частина оматидія складається з сильно витягнутих зорових (ретинальних) клітин, з'єднаних радіально у спільний пучок. Найчастіше таких клітин налічується вісім.
Вершинні частини, стикаючись між собою, виділяють в процесі розвитку спільну прозору зорову паличку — рабдом. Зовнішній кінець рабдома лежить поблизу вершини кристалічного конуса; протилежний кінець переходить в волокна зорових нервів. Всі ретинальні клітини ока утворюють сітківку складного ока (ретину).
Ізоляційна частина ока складається з пігментних клітин, що містять чорний пігмент, який поглинає світлові промені. Головну частину ізоляційного апарату складають клітини, що оточують кришталик. Завдяки їм навколо кожного оматидія утворюється світлонепроникна оболонка, що захищає рабдом від попадання бічних променів світла. В нижній частині рабдома знаходиться базальна мембрана, яка є тонкою перетинкою, що вистилає
все око зсередини. Базальна мембрана пронизана безліччю отворів, крізь які проходять трахеї та нервові відростки до зорових часток головного мозку.